# Simulium gouldingi
Simulium gouldingi es una especie de insecto del género Simulium, familia Simuliidae, orden Diptera.
Fue descrita científicamente por Stone, 1952.